# Ogimachi (métro d'Osaka)
Ogimachi (扇町駅, Ōgimachi-eki) est une station du métro d'Osaka sur la ligne Sakaisuji dans l'arrondissement de Kita à Osaka.

## Situation sur le réseau
La station Ogimachi est située au point kilométrique (PK) 0,7 de la ligne Sakaisuji, entre les stations Tenjinbashisuji 6-chome et Minami-Morimachi.

## Histoire
La station a été inaugurée le 6 décembre 1969.

## Services aux voyageurs

### Accès et accueil
La station est ouverte tous les jours.

### Desserte
Ligne Sakaisuji :
- voie 1 : direction Tengachaya
- voie 2 : direction Tenjinbashisuji 6-chome (interconnexion avec la ligne Hankyu Kyoto pour Kyoto-Kawaramachi ou la ligne Hankyu Senri pour Kita-senri)

### Intermodalité
La gare de Temma (ligne circulaire d'Osaka) est située à proximité de la station.

## Dans les environs
- Kansai Telecasting Corporation